# Carrick-on-Shannon
Carrick-on-Shannon (irl. Cora Droma Rúisc) – miasto w hrabstwie Leitrim, w Irlandii, usytuowane przy rzece Shannon. Jest największym miastem w hrabstwie. Ludność miasta w 2011 wynosiła 3 980
.

## Współpraca
- Cesson-Sévigné, Francja